# (36358) 2000 OY2
2000 OY2 (asteroide 36358) é um asteroide da cintura principal. Possui uma excentricidade de 0.21347710 e uma inclinação de 9.20281º.
Este asteroide foi descoberto no dia 29 de julho de 2000 por John Broughton em Reedy Creek.